# История Осло
История Осло — столицы Норвегии и её крупнейшего города — насчитывает как минимум 1000 лет.  Во время археологических раскопок были найдены христианские захоронения, относящиеся примерно к 1000 году. В своде саг «Круг Земной» исландского скальда Снорри Стурлусона упоминается, что Осло основал Харальд III Суровый в 1048 году.

## Средние века
В своде саг «Круг Земной» исландского скальда Снорри Стурлусона упоминается, что Осло основал Харальд III Суровый в 1048 году. Но по данным Большой  российской энциклопедии первые постройки на территории современного Осло появились в X веке, когда король Дании Харальд Синезубый заложил деревянную церковь святого Климента. А археологические раскопки показали, что городские поселения существовали примерно с 1000 года. 
В 1068 году в Осло был основан диоцез, который первоначально был суффраганом архиепархии Гамбурга-Бремена, с 1104 года — суффраганом Лунда, а начиная с 1152 года — Нидароса. В то время диоцез охватывал территории (современных) Осло, Акерсхус, Бускеруд (кроме Халлингдала), Хедмарк (кроме северной части Эстердалена), Оппланн (кроме Валдреса), Телемарк, Вестфолл и Эстфолл, а также провинцию Бохуслен и приходы в Идре и Сярне. В 1152 году от диоцеза Осло отделился диоцез Хамара, но в 1541 году был вновь объединён с Осло (вместе с северной частью Эстердалена из диоцеза Нидарса).
В 1161 году  в ночь на 3 февраля вблизи Осло произошла битва между Хаконом II и Инге I во время гражданской войны в Норвегии. Инге был назначен королём Норвегии после того, как Харальд IV был убит Сигурдом Слембе. Его два сводных брата, Магнус и Сигурд, также были названы королями примерно в то же время, и трое правили Норвегией.
В Средние века город состоял из двух крепостей — королевского замка и епископского. В пределах городских стен находились 9 церквей, один госпиталь, около 400 деревянных домов торговцев и ремесленников. В Осло жило 3000-4000 человек. Король Хакон V Святой сделал в 1299 году Осло столицей Норвегии, так как постоянно жил в городе. Король построил здесь крепость Акерсхус. В годы Высокого Средневековья Осло стал важным торговым пунктом, здесь в конце XIII века появились ганзейске купцы из Ростока. Но Черная смерть появившаяся в Осло в 1349 году опустошила город. При Хоконе VI  Осло имел статус королевской резиденции. После заключения Кальмарской унии Осло стал центром замкового лена, где жил  наместником датского короля в юго-восточной Норвегии. 

## XVI-XIX века

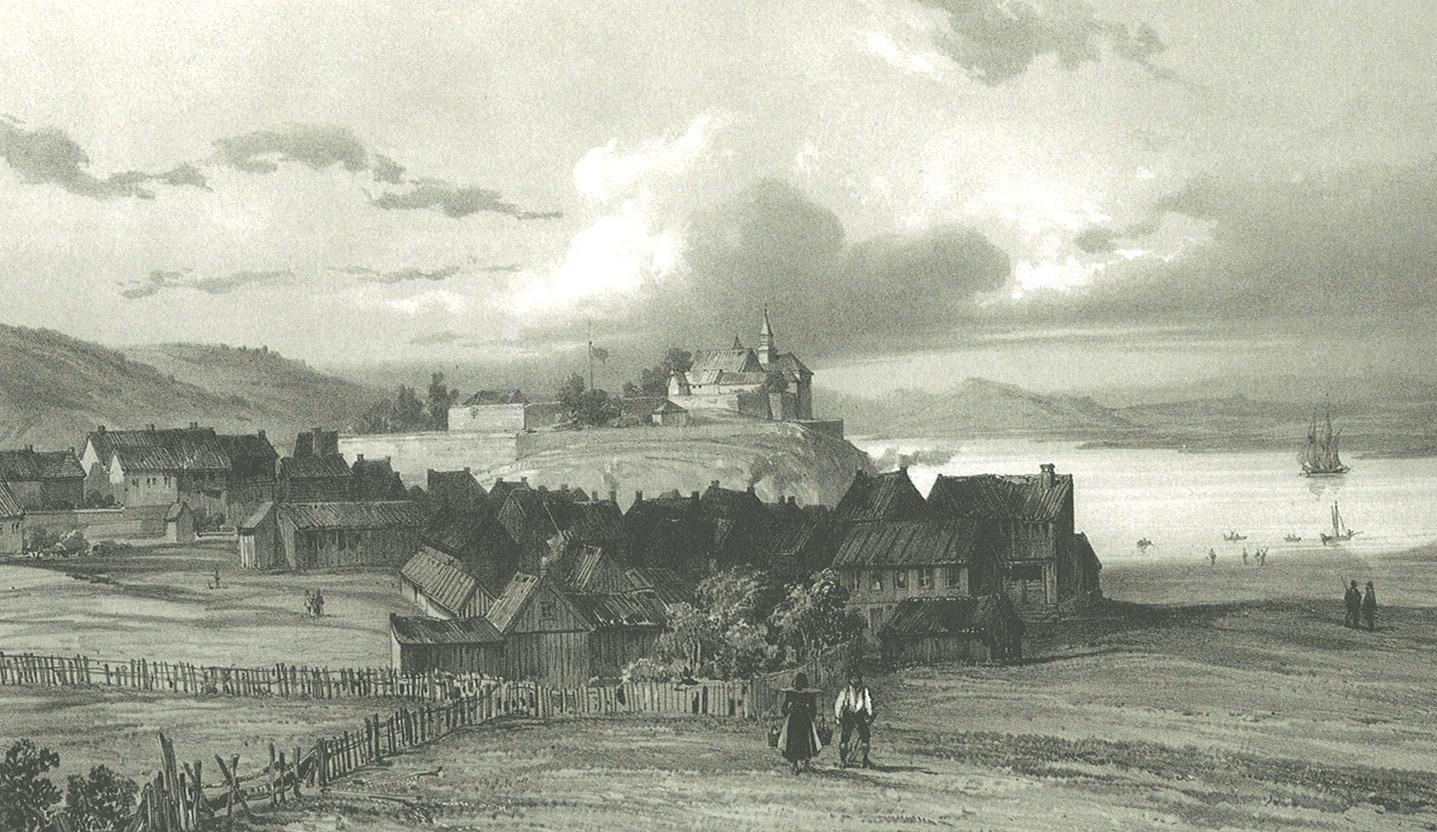
Христиания в 1838 году

Осло был застроен деревянными домами и имел узкие улочки и поэтому Осло часто сильно горел. В 1527 году крепость Акерсхус сгорела дотла и была перестроена. После трёхдневного пожара 1624 года, уничтожившего город, датский король Кристиан IV (на то время Норвегия подчинялась Дании) принял решение  не восстанавливать старый Осло, а перевёл жителей в новое место. Поблизости от крепости Акерсхус был построен обновлённый Осло, который в честь короля был назван Христиания. Новый город строили в лучших традициях Ренессанса с широкими улицами и строго очерченными кварталами. Здания решили строить из камня, чтобы в будущем предотвратить разрушительные пожары. Несмотря на запрет короля, старый город был вновь заселён, в основном бедняками, которые не имели средств к проживанию в зажиточной Христиании.
После Великой Северной войны в начале XVIII века экономика Христиании стала расти быстрыми темпами благодаря кораблестроению и торговле. Индустриализация пришла в город в 1840-х годах, когда возникло большое количество фабрик, в основном на берегах Акерсельвы.
В результате англо-датской войны 1807—1814 годов Датско-норвежская уния объявила в 1813 году себя банкротом и по Кильскому договору 1814 года уступила Норвегию Швеции. В годы правления шведско-норвежского короля Оскара II прошла орфографическая реформа, в результате которой город был переименован в Кристианию в 1877 году. Лишь в 1924 году городу вернули его первоначальное название Осло.

## XX век
В XX веке город заметно разросся, в 1948 году к нему присоединили Акер. В 1960-х годах Осло постепенно начал превращаться в современный город с обширной сетью дорог, системой общественного транспорта и новыми офисными зданиями.
В Осло в период с 4 февраля по 1 апреля 1965 года произошла серия террористических актов, совершённых неизвестным лицом. Первый взрыв произошёл 4 февраля 1965 года в 7 часов 30 минут на улице Тунес вей в районе Скёйен. 19-летний молодой человек, направлявшийся в торговую гимназию Осло, случайно активировал ловушку с гранатой, которая была закреплена в бампере припаркованного автомобиля. Граната взорвалась из-за того, что мужчина задел автомобиль ногой, когда обходил по краю узкой засыпанной снегом дороги пешехода, шедшего навстречу. Молодой человек успел отойти от машины на несколько метров, прежде чем граната взорвалась, и получил осколочные ранения спины, но впоследствии выжил. Вечером того же дня произошёл ещё один взрыв в окрестности улиц Коллеттс гате и Уеланнс гате в районе Иладален. Ловушка с гранатой была спрятана в кустах, чека была закреплена на припаркованном автомобиле. 25-летний молодой человек, возвращавшийся домой из города, получил ранение в затылок осколками от взрыва, но, несмотря на это, выжил. Третий случай произошёл 22 февраля. Ловушка с гранатами была размещена в жилом квартале района Виндерен, около улицы Свальбардвейен. Чека была привязана к калитке одного домов. Ловушка была обнаружена женщиной, вышедшей на улицу, чтобы забрать утреннюю газету, и взрыва удалось избежать. Благодаря этому полиция смогла детально изучить взрывное устройство. 5 марта около 21 часов 20 минут произошёл четвёртый случай. Два 15-летних мальчика бежали по Хьеррингстиен — пешеходной дорожке между улицами Гладс вей и Капелльвейен в районе Грефсен — и активировали растяжку. Граната разорвалась на близком расстоянии, но из-за крутости склона осколки пролетели над головами детей. После происшествия мальчики рассказали полиции, что они видели человека в шляпе и пальто у входа на пешеходную дорожку. Последнее событие произошло 1 апреля, когда два дворника обнаружили гранаты, упакованные в газетную бумагу у кинотеатра «Колизей» на улице Фридтьоф Нансенс вей. Ловушка не была установлена должным образом, гранаты не разорвались, вследствие чего был сделан вывод, что террориста что-то насторожило и он покинул место, где планировал провести теракт.
1 мая 1979 года в Осло 19-летним учащимся военной школы, придерживавшимся ультраправых взглядов в связи с празднованием дня рабочих были совершены два террористических акта.

## XXI век
22 июля 2011 года в Правительственном квартале Осло прогремел взрыв. По сообщениям полиции, заложенная в автомобиль «Volkswagen Crafter» бомба была приведена в действие с помощью фитиля, она весила около 500 килограммов и была изготовлена из сельскохозяйственных удобрений на основе аммиачной селитры и дизельного топлива. Семь человек погибли от взрыва на месте, ещё один скончался в больнице от полученных травм, 209 человек получили ранения, из них 15 тяжёлые.
25 июня 2022 года в городе произошёл инцидент со стрельбой. В результате стрельбы были убиты два человека и двадцать один человек ранен. Полиция рассматривает инцидент как «акт исламистского терроризма», направленный на гей-прайд в Осло. Полиция арестовала Заниара Матапура, гражданина Норвегии родом из Ирана, проживающего в стране с 1991 года.

## Города-побратимы
- Гётеборг, Швеция[20]
- Нелспрейт (Мбомбела), ЮАР
- Санкт-Петербург, Россия
- земля Шлезвиг-Гольштейн, Германия
- Шанхай, Китай
- Вильнюс, Литва
- Варшава, Польша